# Deutsches Meisterschaftsrudern 1953
Das 64. Deutsche Meisterschaftsrudern wurde 1953 in Mannheim ausgetragen. Wie bereits im Vorjahr wurden insgesamt Medaillen in 15 Bootsklassen vergeben. Davon 11 bei den Männern und 4 bei den Frauen.

## Medaillengewinner

### Männer
| Bootsklasse                           | Gold | Silber | Bronze |
| ------------------------------------- | --- | --- | --- |
| Einer                                 | Günther Schütt (Saarbrücker RG Undine) | Thomas Schneider (Gießener RG 1877) | Günter Lange (Frankfurter RG Germania 1869) |
| Doppelzweier                          | RC Allemannia von 1866 Werner Hansen Erich Jungnickel | Gießener RG 1877 Ferdinand Nennstiel Thomas Schneider | Bremer RC Hansa Paul Schneider Heinz Werner Kollmann |
| Zweier ohne Steuermann                | Lübecker RK Hans-Joachim Böse Hans-Joachim Riege | RC Saar Saarbrücken Herbert Kesel Klaus Hahn | Duisburger RV Hans Müller Wilhelm Brinkmann |
| Zweier mit Steuermann                 | Vegesacker RV Heinz Manchen Helmut Heinhold Otto Nordmeyer (Stm.) | Duisburger RV Hans Müller Wilhelm Brinkmann Dieter Althans (Stm.) | Keine weiteren Boote am Start. |
| Vierer ohne Steuermann                | RC Favorite Hammonia Georg Sextro Hans-Jürgen Bösch Rudolf Flügge Georg Knaut | Kölner RV von 1877 Hans Betz Michael Reinartz Roland Freihoff Heinz Zünkler | RC Germania Düsseldorf Theo Henke Dieter Verleger Helmut Sauermilch Claus Heß                                                                                           |
| Vierer mit Steuermann                 | Kölner RV von 1877 Hans Betz Michael Reinartz Roland Freihoff Heinz Zünkler Friedrich Iserloh (Stm.)                                                                                       | RC Favorite Hammonia Georg Sextro Hans-Jürgen Bösch Rudolf Flügge Georg Knaut Alfred Köpke (Stm.)                                                                                          | Frankfurter RG Oberrad 1879 Adolf Krämer Georg Arnold Albert Heigel Walter Krämer Jakob Schneider (Stm.)                                                                |
| Achter                                | Mannheimer RV Amicitia von 1876 Walter Salzmann Dieter Kempf Heinrich Blank Klaus Tochtermann Paul Deblitz Siegfried Kuhlmey-Becker Manfred Bartholomae Rolf Alles Hans Bichelmeier (Stm.) | Der Hamburger und Germania RC Kurt Kroymann Werner Daniels Klaus Albrecht Wilfried Bayer Johann-Otto Warnholtz Klaus Potreck Claus Cammann Helmuth Schulz Hans-Hermann Teichfuß (Stm.)     | Mannheimer RC von 1875 Dieter Kramer Horst Häußler Karl Fritz Bernhard Wilde Hans Ullmann Heinz Westermann Heinz Fritz Klaus Bojarski Rudolf Kramer (Stm.)              |
| Leichtgewichts-Einer                  | Ernst-Günther Iven (RC Saar Saarbrücken) | Peter Röhrs (Bremer RV von 1882) | Hanns Bullmann (ETuF Essen) |
| Leichtgewichts-Vierer ohne Steuermann | ETuF Essen Peter Wiener Eberhard Bosecker Wilfried Leich Willi Hachen | RV Cassel Helmold Wehn Rudi Becker Erich Rübe Wilhelm Hellmuth | Mainzer RV von 1878 Dieter Becker Wolfgang Boerckel Dieter Puppel Harald Jäger                                                                                          |
| Leichtgewichts-Vierer mit Steuermann  | Mainzer RV von 1878 Wolfgang Becker Alfred Zimmermann Gerhard Kiefer Klaus Poehlmann Karl-August Jung (Stm.)                                                                               | RV Cassel Helmold Wehn Rudi Becker Erich Rübe Wilhelm Hellmuth Klaus Bünning (Stm.) | Schweinfurter RC Franken von 1882 Bernhard Wehner Otto Nix Günther Adamczyk Dieter Albert Christian Gerold (Stm.)                                                       |
| Leichtgewichts-Achter                 | Mainzer RV von 1878 Dieter Becker Wolfgang Boerckel Werner Schaaff Alfred Zimmermann Gerhard Kiefer Michael Kiefer Dieter Puppel Harald Jäger Werner Geier (Stm.)                          | Stuttgart-Cannstatter RC von 1910 Walter Frech Franz Schatzler Richard Werner Manfred Bofinger Karl-Georg Kottenhahn Wilhelm Fauser Heinz Dinkel Dieter Kleindienst Wolfgang Bendel (Stm.) | Hannoverscher RC von 1880 Eberhard Binder Hans Hermann Frömke Günter Hanke Heinrich Lindner Walter Noack Peter Raulin Heinz Voit Klaus Wichmann Franz-Otto Noack (Stm.) |

### Frauen
| Bootsklasse                            | Gold | Silber | Bronze                                                                                                 |
| -------------------------------------- | --- | --- | --- |
| Einer                                  | Ingrid Scholz (Duisburger RV)                                                                           | Christel Opitz (Hamburger RC von 1925)                                                                    | Erika Schulzke (Stuttgarter RG von 1899)                                                               |
| Doppelzweier                           | Kölner RV von 1877 Maritta Golz Herma Heyden                                                            | Mannheimer RV Amicitia von 1876 Christa Krause Nina Schenk                                                | Keine weiteren Boote am Start.                                                                         |
| Doppelvierer mit Steuerfrau            | Hamburger RC von 1925 Ingeborg Weber Susi Rausche Christel Opitz Gerda Dyck-Mallaun Jutta Wilcke (Stf.) | Kölner RV von 1877 Irmgard Savelsbergh Ilse Geerken Gretel Schneider Herma Heyden Elsbeth Vettweis (Stf.) | Vegesacker RV Alida Brüning Gerda Deters Artemis Höppner Ursula Wohlert Annemarie Meyer (Stf.)         |
| Doppelvierer Stilrudern mit Steuerfrau | Eschweger RV Brigitte Bentrodt Renate Rüggeberg Inge Ludwig Irene Dinter Urte Zibat (Stf.)              | Bremer RV von 1882 Ingrid Bauer Bärbel Höltermann Renate Großmann Ursula Röhrs Emmy Koch-Bodes (Stf.)     | Frauen-RC Wannsee Rita Frommhold Ursel Melchert Ingrid Wallmann Gisela Fremder Christel Fremder (Stf.) |